# روغن آبراملین
روغن آبراملین (به انگلیسی: Abramelin oil یا Oil of Abramelin) یک روغن جادوی مراسمی می‌باشد که از مواد گیاهی خوشبو تهیه می‌شود. شرح این روغن در یک گریموای قرون وسطی به نام کتاب آبراملین نوشتهٔ آبراهیم جهودی آورده شده است و به همین دلیل این روغن را به این نام می‌خوانند. دستورالعمل این روغن از روغن تدهین (نوعی غسل با روغن) یهودی تنخ که در سفر خروج (نسبت داده شده به موسی) شرح داده شده، اقتباس شده است. روغن آبراملین در قرن بیستم در علوم خفیهٔ غربی پس از انتشار ترجمهٔ انگلیسی اس. ال. مک گریگوز مترز از کتاب آبراملین و مخصوصا توسط آلیستر کراولی، کسی که نسخه‌ای مشابه را در نظام جادویی خودش به کار برد، به حالت عمومی در آمد. چندین دستورالعمل برای ساخت و استفادهٔ روغن وجود دارد و در بسیاری مراسم‌های خفیهٔ نوین، به ویژه تلما و کلیسای گنوسی کاتولیک کاربرد دارد.

## دستور ساخت طبق متد آلیستر کراولی[۱]
- اسانس دارچین-۸ واحد
- اسانس مر حجازی-۴ واحد
- اسانس کوشنه(قسط)-۲ واحد
- روغن زیتون-۷ واحد